# John Perkins (economista)
John Perkins (28 de enero de 1945, Hanover, Nuevo Hampshire) John Perkins es un autor estadounidense. Su libro más conocido es Confesiones de un sicario económico (2004), en el que Perkins afirma haber jugado un papel en el proceso de colonización económica de los países del Tercer Mundo en nombre de lo que él describe como una conspiración de corporaciones, bancos y el gobierno de los Estados Unidos.

## Biografía
Perkins se graduó en la Tilton School en 1963. Posteriormente asistió a Middlebury College durante dos años antes de abandonarlo. Más tarde obtuvo una licenciatura en Administración de Empresas por la Universidad de Boston en 1968. Fue voluntario del Cuerpo de Paz en Ecuador desde 1968 hasta 1970. Pasó los años 70 trabajando para la firma Chas de Boston de estrategia-consultoría. T. Main, donde estuvo empleado, según su propio relato, después de ser seleccionado por la Agencia de Seguridad Nacional (NSA) y, posteriormente contratado por Einar Greve, un miembro de la firma (alegando Perkins que había estado actuando como enlace para la NSA, una afirmación que Greve ha negado).
El tiempo de Perkins en Chas T. Main, una consultora de ingeniería, proporciona la base para sus posteriores reclamaciones publicadas que, como un "sicario económico", fue acusado de inducir a países en desarrollo a pedir prestadas grandes cantidades de dinero, designado para pagar inversiones en infraestructura cuestionables, pero en última instancia, con el fin de hacer más dependientes del Oeste a los países endeudados, económica y políticamente.
En la década de 1980 Perkins dejó Main y fundó y dirigió una compañía independiente de energía. En el libro Confesiones de un sicario económico, Perkins afirma que su empresa tuvo éxito debido a las 'coincidencias' orquestadas por aquellos agradecidos por su silencio sobre el trabajo que dice que hizo como sicario económico.
El papel que describe Perkins de sí mismo como sicario económico es el tema principal en la segunda parte de la película Zeitgeist: Addendum, lanzada en octubre de 2008. En ese mismo año, apareció en el documental, ¿El fin de la pobreza?. Él también aparece en las películas de El Peso de las Cadenas de Boris Malagurski, lanzado en diciembre de 2010, Vamos a Hacer Dinero (en alemán) por el director austríaco Erwin Wagenhofer, lanzada en octubre de 2008, y Cuatro Jinetes de Ross Ashcroft, lanzada en 2012.

## Obra
Su libro más conocido es Confesiones de un sicario económico (Confessions of an economic hit man), en que denuncia la explotación y neo-colonización de países del tercer mundo por la corporatocracia (conformada por corporaciones internacionales, bancos y el gobierno de los Estados Unidos).
Este libro estuvo en la lista de los libros más vendidos del The New York Times durante siete semanas.
Es entrevistado en el documental Zeitgeist Addendum de Peter Joseph, en el cual hace una breve descripción del tema.
Fue un empleado de una agencia del servicio de Inteligencia del gobierno de los Estados Unidos relacionada con la CIA y en su libro Confesiones de un Gánster económico. afirma que la vida del Presidente del Ecuador, Rafael Correa, está en peligro. Como antecedente cita el caso del expresidente Jaime Roldós Aguilera. Perkins revela que el presidente Jaime Roldós Aguilera fue asesinado por agentes de la CIA al causar la caída del avión en el cual viajaba. Según Perkins este acto fue hecho pasar como un accidente. Sus revelaciones sugieren que lo ocurrido a la ministra de Defensa del Ecuador Guadalupe Larriva fallecida al estrellarse el helicóptero en el que se encontraba, en la base militar de Manta, serían advertencias dirigidas hacia Rafael Correa. Se añade a este incidente el ocurrido el 19 de marzo de 2009 cuando el avión utilizado normalmente por el presidente Correa se estrelló al norte de la ciudad de Quito. El Presidente no viajaba en dicho avión en aquella fecha.

## Controversia
El columnista económico Sebastian Mallaby del Washington Post reaccionó bruscamente al libro de Perkins: describiéndolo como "un vanaglorioso vendedor ambulante de tonterías, y todavía su libro, Confesiones de un Sicario Económico, es un arrollador bestseller."   Mallaby sostiene que la concepción de Perkins sobre las finanzas internacionales es "en gran medida un sueño" y que sus "aseveraciones básicas son erróneas de A modo de ejemplo, Mallaby establece que Indonesia redujo su mortalidad infantil y las tasas de analfabetismo en dos terceras partes después de que los economistas persuadieran a sus dirigentes para pedir dinero prestado en 1970.
Artículos en el New York Times y la revista de Boston, así como un comunicado de prensa emitido por el Departamento de Estado de los Estados Unidos, se han referido a la falta de pruebas documentales o testimoniales para corroborar la afirmación de que la NSA estuvo involucrada en su contratación por Chas T. Main.
Además, el Departamento de Estado señala en el comunicado, que la NSA "es una organización criptológica (creación de códigos y ruptura de códigos), no una organización económica "y que sus misiones no implican "algo remotamente parecido a la colocación de economistas en compañías privadas con el fin de aumentar la deuda de países extranjeros". El Departamento de Estado entrega además informes de que Perkins ha alegado la complicidad del gobierno de EE. UU. en "los asesinatos del presidente John F. Kennedy, el senador Robert F. Kennedy, Martin Luther King Jr., el ex Beatle John Lennon, y varios senadores estadounidenses no identificados que habían muerto en accidentes aéreos ".
Respondiendo a las críticas de su primer libro, Perkins y el editor Berrett-Koehler, encontraron 12 escritores, periodistas e investigadores para contribuir con sus historias en el libro "Un Juego tan Antiguo como el Imperio: el Mundo Secreto de los Sicarios Económicos y la Red de la Corrupción Global". El libro incluye los informes de primera mano, relatos de terceros, y el análisis de dichas prácticas para ser utilizadas por las corporaciones multinacionales, los gobiernos, las agencias cuasi-gubernamentales, y las instituciones financieras.